# Cyrtogaster poesos
Cyrtogaster poesos är en stekelart som beskrevs av Walker 1848. Cyrtogaster poesos ingår i släktet Cyrtogaster och familjen puppglanssteklar. Inga underarter finns listade i Catalogue of Life.